# Wilhelm Riedel (malíř)
Wilhelm Riedel (16. září 1832 v Antonínově – 12. června 1876 v Lázních Kundratice) byl český malíř a krajinář pocházející ze sklářské rodiny.

## Životopis
Jeho otcem byl sklářský mistr František Xaver Riedel (1786–1844) a matkou Josefina Weberová (1808–1882). Byl jejich třetím potomkem, ale otec měl z předchozího manželství ještě další tři dcery.
V roce 1851 studoval na technice,[zdroj?] ale v letech 1852 až 1856 studoval malbu v ateliéru Maximiliana Haushofera (1811–1866) a po ukončení pražských studií pokračoval ve svém vzdělávání na soukromé škole Andrease Achenbacha v Düsseldorfu, kde pobyl čtyři roky. Následně cestoval po Itálii, kde vedle jiného navštívil Řím, Tivoli, Campagno či Agrigento a ve své další tvorbě se nechal inspirovat tamními památkami, jež pak byly častým prvkem jeho obrazů. Riedelova další cesta vedla roku 1864 do Francie, v níž navštívil Paříž, Fontainebleau, oblast okolo řeky Seiny, město Barbizon, Bretaň nebo Normanské ostrovy.
Roku 1870 se vrátil do Čech a usadil se v Praze. Příliš často ji neopouštěl a cestoval odsud především ve společnosti své matky na léčebné kúry do českých lázní v Karlových Varech, v Dubí či v Teplicích. Stále více jej ale postihovala tuberkulóza, která mu nedovolovala příliš pracovat. Zemřel ve věku nedožitých 44 let na léčebném pobytu v Kundraticích. Jeho pohřeb se uskutečnil 14. června 1876 v Liberci.

## Galerie

Malby Wilhelma Riedela
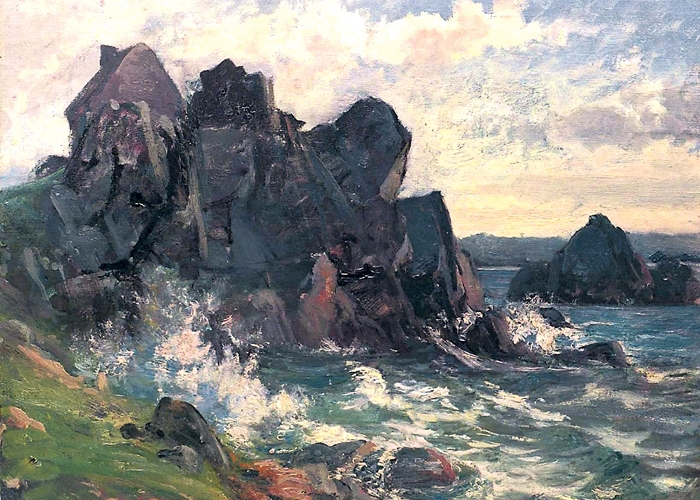
Mořský příboj
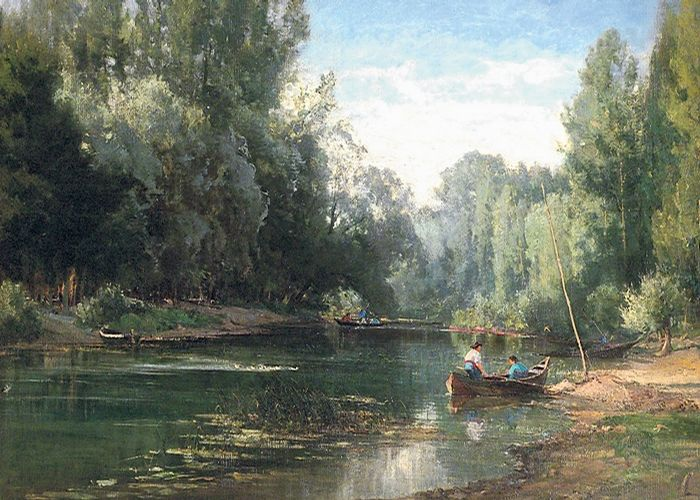
Na řece (1865)
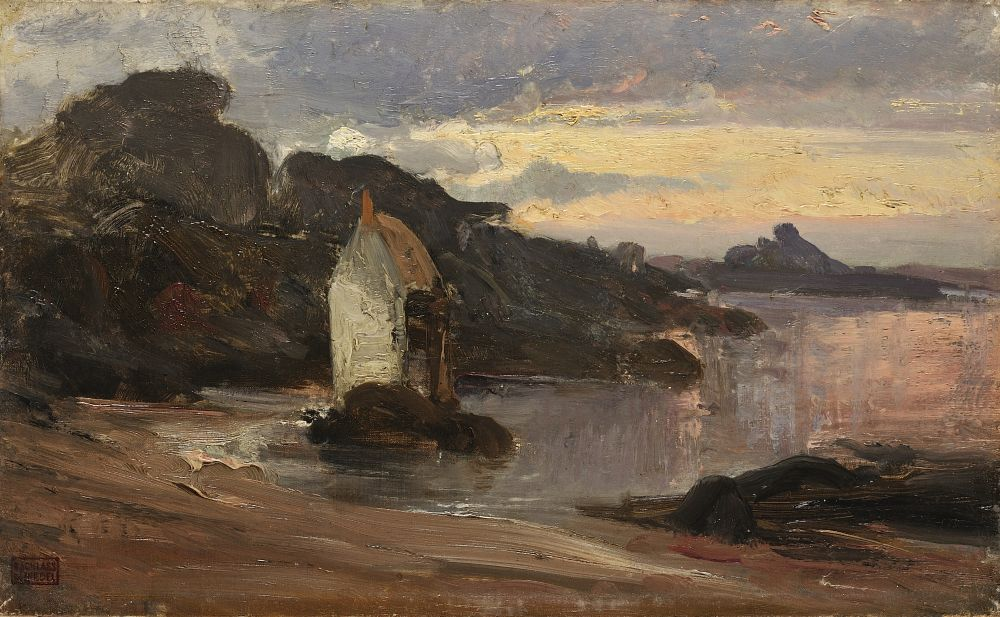
Maják
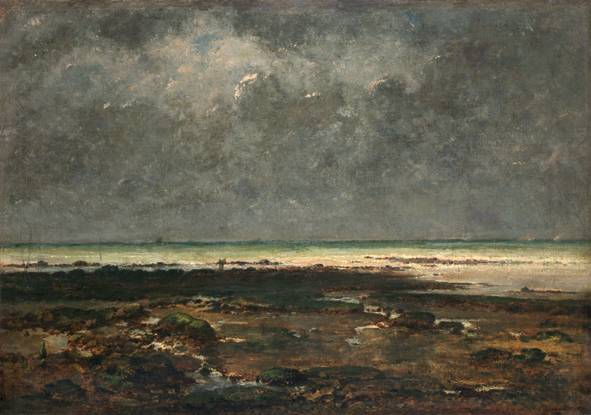
Mořský břeh
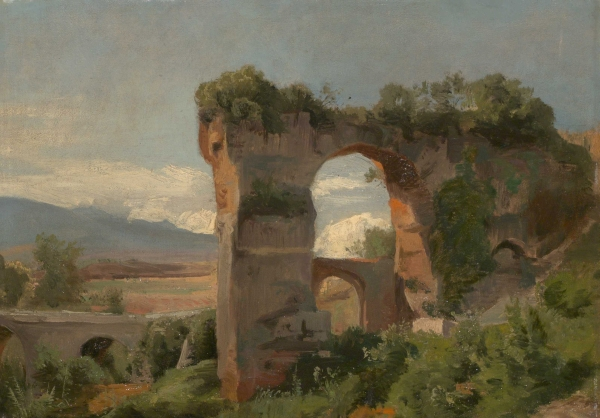
Ruina
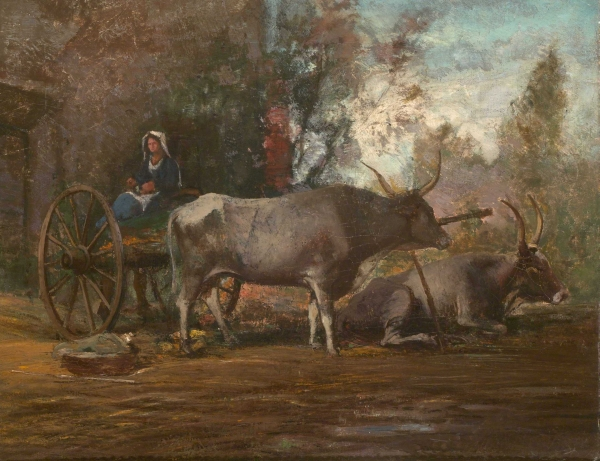
Povoz

### Zastoupení ve sbírkách
- Národní galerie v Praze[5]
- Oblastní galerie v Liberci
- Severočeská galerie výtvarného umění v Litoměřicích
- Památník národního písemnictví